# Ерее
Ерее — сомон Селенгійського аймаку, Монголія. Територія 8,2 тис. км², населення 5,3 тис. чол., центр — селище Тавин, що лежить на відстані 134 км від Сухе-Батора та 355 км від Улан-Батора.

## Соціальна сфера
Деревообробне підприємство, є школа, лікарня, культурний і торговельно-обслуговуючий центр. Цілющі джерела.